# Gran Premio de Aragón de Motociclismo de 2017
El Gran Premio de Aragón de Motociclismo de 2017 (oficialmente Gran Premio Movistar  de Aragón) fue la decimocuarta prueba del Campeonato del Mundo de Motociclismo de 2017. Tuvo lugar en el fin de semana del 22 al 24 de septiembre de 2017 en el MotorLand Aragón, situado en la localidad de Alcañiz, en Aragón, España.
La carrera de MotoGP fue ganada por Marc Márquez, seguido de Dani Pedrosa y Jorge Lorenzo. Franco Morbidelli fue el ganador de la prueba de Moto2, por delante de Mattia Pasini y Miguel Oliveira. La carrera de Moto3 fue ganada por Joan Mir, Fabio Di Giannantonio fue segundo y Enea Bastianini tercero.

## Resultados

### Resultados MotoGP
| Pos.    | N.º | Piloto           | Constructor | Vueltas | Tiempo    | Parrilla | Puntos |
| ------- | --- | ---------------- | ----------- | ------- | --------- | -------- | ------ |
| 1       | 93  | Marc Márquez     | Honda       | 23      | 42:06.816 | 5        | 25     |
| 2       | 26  | Dani Pedrosa     | Honda       | 23      | +0.879    | 6        | 20     |
| 3       | 99  | Jorge Lorenzo    | Ducati      | 23      | +2.028    | 2        | 16     |
| 4       | 25  | Maverick Viñales | Yamaha      | 23      | +5.256    | 1        | 13     |
| 5       | 46  | Valentino Rossi  | Yamaha      | 23      | +5.882    | 3        | 11     |
| 6       | 41  | Aleix Espargaró  | Aprilia     | 23      | +6.962    | 8        | 10     |
| 7       | 4   | Andrea Dovizioso | Ducati      | 23      | +7.455    | 7        | 9      |
| 8       | 19  | Álvaro Bautista  | Ducati      | 23      | +7.910    | 9        | 8      |
| 9       | 5   | Johann Zarco     | Yamaha      | 23      | +13.002   | 11       | 7      |
| 10      | 44  | Pol Espargaró    | KTM         | 23      | +14.075   | 14       | 6      |
| 11      | 29  | Mika Kallio      | KTM         | 23      | +17.192   | 12       | 5      |
| 12      | 29  | Andrea Iannone   | Suzuki      | 23      | +20.632   | 10       | 4      |
| 13      | 43  | Jack Miller      | Honda       | 23      | +23.886   | 13       | 3      |
| 14      | 45  | Scott Redding    | Ducati      | 23      | +25.523   | 22       | 2      |
| 15      | 53  | Esteve Rabat     | Honda       | 23      | +26.082   | 21       | 1      |
| 16      | 94  | Jonas Folger     | Yamaha      | 23      | +30.302   | 18       |        |
| 17      | 42  | Álex Rins        | Suzuki      | 23      | +31.874   | 20       |        |
| 18      | 8   | Héctor Barberá   | Ducati      | 23      | +31.948   | 19       |        |
| 19      | 38  | Bradley Smith    | KTM         | 23      | +36.296   | 18       |        |
| 20      | 9   | Danilo Petrucci  | Ducati      | 23      | +37.842   | 16       |        |
| 21      | 76  | Loris Baz        | Ducati      | 23      | +47.599   | 17       |        |
| 22      | 22  | Sam Lowes        | Aprilia     | 23      | +47.647   | 24       |        |
| Ret     | 35  | Cal Crutchlow    | Honda       | 16      | Caída     | 4        |        |
| Ret     | 17  | Karel Abraham    | Ducati      | 10      | Retirado  | 15       |        |
| Fuente: |     |                  |             |         |           |          |        |

### Resultados Moto2
| Pos.    | N.º | Piloto              | Constructor | Vueltas | Tiempo    | Parrilla | Puntos |
| ------- | --- | ------------------- | ----------- | ------- | --------- | -------- | ------ |
| 1       | 21  | Franco Morbidelli   | Kalex       | 21      | 40:09.904 | 4        | 25     |
| 2       | 54  | Mattia Pasini       | Kalex       | 21      | +0.145    | 2        | 20     |
| 3       | 44  | Miguel Oliveira     | KTM         | 21      | +0.577    | 1        | 16     |
| 4       | 12  | Thomas Lüthi        | Kalex       | 21      | +4.181    | 7        | 13     |
| 5       | 41  | Brad Binder         | KTM         | 21      | +4.331    | 20       | 11     |
| 6       | 9   | Jorge Navarro       | Kalex       | 21      | +7.328    | 6        | 10     |
| 7       | 24  | Simone Corsi        | Speed Up    | 21      | +7.597    | 5        | 9      |
| 8       | 30  | Takaaki Nakagami    | Kalex       | 21      | +7.630    | 10       | 8      |
| 9       | 11  | Sandro Cortese      | Suter       | 21      | +10.973   | 9        | 7      |
| 10      | 42  | Francesco Bagnaia   | Kalex       | 21      | +12.657   | 12       | 6      |
| 11      | 40  | Fabio Quartararo    | Kalex       | 21      | +12.904   | 14       | 5      |
| 12      | 77  | Dominique Aegerter  | Suter       | 21      | +16.107   | 11       | 4      |
| 13      | 7   | Lorenzo Baldassarri | Kalex       | 21      | +21.243   | 16       | 3      |
| 14      | 97  | Xavi Vierge         | Tech 3      | 21      | +21.314   | 25       | 2      |
| 15      | 62  | Stefano Manzi       | Kalex       | 21      | +22.583   | 27       | 1      |
| 16      | 55  | Hafizh Syahrin      | Kalex       | 21      | +22.601   | 18       |        |
| 17      | 57  | Edgar Pons          | Kalex       | 21      | +25.622   | 19       |        |
| 18      | 45  | Tetsuta Nagashima   | Kalex       | 21      | +27.244   | 24       |        |
| 19      | 5   | Andrea Locatelli    | Kalex       | 21      | +27.374   | 26       |        |
| 20      | 87  | Remy Gardner        | Tech 3      | 21      | +28.026   | 17       |        |
| 21      | 27  | Iker Lecuona        | Kalex       | 21      | +29.042   | 28       |        |
| 22      | 37  | Augusto Fernández   | Speed Up    | 21      | +30.890   | 22       |        |
| 23      | 2   | Jesko Raffin        | Kalex       | 21      | +31.765   | 30       |        |
| 24      | 4   | Steven Odendaal     | NTS         | 21      | +36.918   | 23       |        |
| 25      | 19  | Xavier Siméon       | Kalex       | 21      | +37.042   | 21       |        |
| 26      | 20  | Joe Roberts         | Kalex       | 21      | +38.275   | 31       |        |
| 27      | 6   | Tarran Mackenzie    | Suter       | 21      | +49.354   | 33       |        |
| Ret     | 23  | Marcel Schrötter    | Suter       | 17      | Retirado  | 8        |        |
| Ret     | 22  | Federico Fuligni    | Kalex       | 17      | Retirado  | 34       |        |
| Ret     | 89  | Khairul Idham Pawi  | Kalex       | 15      | Retirado  | 32       |        |
| Ret     | 32  | Isaac Viñales       | Kalex       | 15      | Caída     | 29       |        |
| Ret     | 73  | Álex Márquez        | Kalex       | 11      | Retirado  | 3        |        |
| Ret     | 10  | Luca Marini         | Kalex       | 9       | Caída     | 13       |        |
| Ret     | 49  | Axel Pons           | Kalex       | 7       | Caída     | 15       |        |
| Fuente: |     |                     |             |         |           |          |        |

### Resultados Moto3
La carrera pactada originalmente a 20 vueltas fue reducida a 13 vueltas debido a una espesa niebla que obligó a detener el warm up de Moto3, por falta de visibilidad, parando toda la actividad y reanudándola una hora más tarde. Esto provocó que se trastocaran los horarios de las carreras, para mantener el horario de la carrera de MotoGP la carrera de Moto3 se acorto.
| Pos.    | N.º | Piloto                 | Constructor | Vueltas | Tiempo       | Parrilla | Puntos |
| ------- | --- | ---------------------- | ----------- | ------- | ------------ | -------- | ------ |
| 1       | 36  | Joan Mir               | Honda       | 13      | 25:57.607    | 6        | 25     |
| 2       | 21  | Fabio Di Giannantonio  | Honda       | 13      | +0.043       | 14       | 20     |
| 3       | 33  | Enea Bastianini        | Honda       | 13      | +0.051       | 2        | 16     |
| 4       | 88  | Jorge Martín           | Honda       | 13      | +0.170       | 1        | 13     |
| 5       | 44  | Arón Canet             | Honda       | 13      | +0.392       | 3        | 11     |
| 6       | 17  | John McPhee            | Honda       | 13      | +0.590       | 7        | 10     |
| 7       | 42  | Marcos Ramírez         | KTM         | 13      | +0.707       | 10       | 9      |
| 8       | 10  | Dennis Foggia          | KTM         | 13      | +0.743       | 5        | 8      |
| 9       | 65  | Philipp Öttl           | KTM         | 13      | +1.168       | 8        | 7      |
| 10      | 5   | Romano Fenati          | Honda       | 13      | +1.298       | 11       | 6      |
| 11      | 16  | Andrea Migno           | KTM         | 13      | +1.330       | 28       | 5      |
| 12      | 58  | Juan Francisco Guevara | KTM         | 13      | +1.505       | 19       | 4      |
| 13      | 24  | Tatsuki Suzuki         | Honda       | 13      | +1.961       | 9        | 3      |
| 14      | 8   | Nicolò Bulega          | KTM         | 13      | +2.050       | 4        | 2      |
| 15      | 7   | Adam Norrodin          | Honda       | 13      | +2.504       | 13       | 1      |
| 16      | 71  | Ayumu Sasaki           | Honda       | 13      | +2.539       | 17       |        |
| 17      | 64  | Bo Bendsneyder         | KTM         | 13      | +2.659       | 18       |        |
| 18      | 23  | Niccolò Antonelli      | KTM         | 13      | +2.665       | 20       |        |
| 19      | 12  | Marco Bezzecchi        | Mahindra    | 13      | +4.399       | 16       |        |
| 20      | 95  | Jules Danilo           | Honda       | 13      | +11.404      | 15       |        |
| 21      | 15  | Jaume Masiá            | KTM         | 13      | +14.540      | 30       |        |
| 22      | 40  | Darryn Binder          | KTM         | 13      | +14.599      | 32       |        |
| 23      | 96  | Manuel Pagliani        | Mahindra    | 13      | +14.703      | 24       |        |
| 24      | 37  | Aaron Polanco          | Honda       | 13      | +14.859      | 23       |        |
| 25      | 84  | Jakub Kornfeil         | Peugeot     | 13      | +17.595      | 22       |        |
| 26      | 14  | Tony Arbolino          | Honda       | 13      | +17.722      | 25       |        |
| 27      | 75  | Albert Arenas          | Mahindra    | 13      | +21.467      | 21       |        |
| 28      | 27  | Kaito Toba             | Honda       | 13      | +34.646      | 27       |        |
| 29      | 4   | Patrik Pulkkinen       | Peugeot     | 13      | +34.678      | 29       |        |
| Ret     | 19  | Gabriel Rodrigo        | KTM         | 8       | Caída        | 12       |        |
| Ret     | 48  | Lorenzo Dalla Porta    | Mahindra    | 7       | Caída        | 31       |        |
| Ret     | 41  | Nakarin Atiratphuvapat | Honda       | 2       | Caída        | 26       |        |
| DNS     | 6   | María Herrera          | KTM         |         | No participó |          |        |
| 1.      |     |                        |             |         |              |          |        |
| Fuente: |     |                        |             |         |              |          |        |